# Powiat de Sokołów
Pour les articles homonymes, voir Sokołów.
 (septembre 2024).
Si vous disposez d'ouvrages ou d'articles de référence ou si vous connaissez des sites web de qualité traitant du thème abordé ici, merci de compléter l'article en donnant les références utiles à sa vérifiabilité et en les liant à la section « Notes et références ».
Le powiat de Sokołów (en polonais : powiat sokołowski) est un powiat appartenant à la voïvodie de Mazovie dans le centre-est de la Pologne.
Son siège administratif (chef-lieu) est la ville de Sokołów Podlaski, située à 88 kilomètres à l'est de Varsovie. La seule autre ville dans le powiat est Kosów Lacki, située à 23 kilomètres au nord de Sokołów Podlaski.
La surface du powiat est de 1 131,42 kilomètres carrés.

En 2006, il possède une population de 56 823 habitants,  avec 18 419 habitants dans la ville de Sokołów Podlaski et 2 135 habitants dans la ville de Kosów Lacki, le reste, 36 269 habitants dans la région rurale.

## Powiaty voisines
Le powiat de Sokołów est bordée des powiats de : 
- Ostrów Mazowiecka et Wysokie Mazowieckieau nord
- Siemiatycze à l'est
- Siedlce au sud
- Węgrów  à l'ouest

## Division administrative
Le powiat de Sokołów comprend 9 communes :
| Gmina                                  | Type         | Surface (km²) | Population (2006) | Siège administratif |
| Sokołów Podlaski                       | urbain       | 17,5          | 18 419            |                     |
| Gmina Kosów Lacki                      | urbain-mixte | 200,2         | 6 629             | Kosów Lacki         |
| Gmina Sokołów Podlaski                 | rural        | 137,2         | 6 157             | Sokołów Podlaski *  |
| Gmina Repki                            | rural        | 168,8         | 5 809             | Repki               |
| Gmina Jabłonna Lacka                   | rural        | 149,4         | 5 059             | Jabłonna Lacka      |
| Gmina Sterdyń                          | rural        | 130,0         | 4 507             | Sterdyń             |
| Gmina Sabnie                           | rural        | 107,9         | 3 941             | Sabnie              |
| Gmina Bielany                          | rural        | 109,6         | 3 854             | Bielany             |
| Gmina Ceranów                          | rural        | 110,8         | 2 448             | Ceranów             |
| * Le siège ne fait pas partie du gmina |              |               |                   |                     |

## Démographie
Données du 30 juin 2005:
| Description | Total  | Total | Femmes | Femmes | Hommes | Hommes |
| ----------- | ------ | ----- | ------ | ------ | ------ | ------ |
| Unité       | Nombre | %     | Nombre | %      | Nombre | %      |
| Population  | 61 213 | 100   | 30 937 | 50,54  | 30 276 | 49,46  |
| Urbain      | 21 638 | 35,35 | 11 260 | 18,39  | 10 378 | 16,95  |
| Rural       | 39 575 | 64,65 | 19 677 | 32,15  | 19 898 | 32,51  |

## Histoire
De 1975 à 1998, les différents gminy du powiat actuelle appartenaient administrativement à la Voïvodie de Siedlce.

La Powiat de Sokołów est créée le 1er janvier 1999, à la suite des réformes polonaises de gouvernement local passées en 1998 et est rattachée à la voïvodie de Mazovie.